# Stéphane Richelmi
Stéphane Richelmi (Monte Carlo, 17 marzo 1990) è un pilota automobilistico monegasco.
È figlio dell'ex pilota di WRC Jean-Pierre Richelmi.

## Carriera

### Formula Renault 1.6 e 2.0
Richelmi iniziò la sua carriera in monoposto nella Formula Renault 1.6 belga nel 2006, concludendo l'anno al 12º posto.
L'anno seguente, passò all'Eurocup Formula Renault 2.0, correndo per la Boutsen Energy Racing. Finì la stagione senza punti e il suo miglior risultato fu un 18º posto all'Hungaroring. Partecipò anche a due gare del campionato italiano di Formula Renault.
Nel 2008, Richelmi partecipò sia all'Eurocup che alla Formula Renault 2.0. Non riuscì a segnare nemmeno un punto in otto gare europee e lasciò la serie dopo non essere riuscito a qualificarsi per la gara di Le Mans. Finì solo 16º nella qualifica di coloro i quali non possono lottare per la super pole, che ammette solo i migliori dodici piloti del week-end. Nella Coppa dell'Europa dell'Ovest, segnò punti in tre gare su sette, classificandosi 16º.

### Formula 3
Richelmi salì di livello, passando alla Formula 3 alla fine del 2008, prendendo parte alle ultime sei gare della Formula 3 Euro Series con la Barazi-Epsilon. Il suo migliore risultato fu il 18º posto del debutto a Barcellona.
L'anno successivo, Richelmi e il team esordirono nella Formula 3 britannica, correndo con un telaio Dallara F308 nella Categoria Internazionale. Nonostante non finì in zona punti nemmeno una delle 15 gare, gli furono assegnati due punti sia a Spa-Francorchamps Portimão a causa di un numero di auto che finirono a punti davanti a lui che non potevano prendere punti. Fu 19º nella classifica finale.
Durante l'anno, Richelmi prese parte anche alla Formula 3 italiana, guidando per la RC Motorsport. Nonostante mancò le prime due gare di Adria e di Magione, concluse 6º in campionato, ottenendo piazzamenti sul podio a Varano, Imola e Vallelunga. Richelmi continuò nella Formula 3 italiana nel 2010, passando alla Lucidi Motors. Finì la stagione al secondo posto dietro il pilota della BVM-Target Racing, César Ramos, ottenendo quattro vittorie e otto podi in totale. Insieme a Ramos e ad Andrea Caldarelli, Richelmi testò la Ferrari F2008 di Formula 1 come premio per essere finito tra i primi tre in campionato, giovedì 2 dicembre a Vallelunga. Percorse 25 giri durante il test e tra i tre fu il più lento con un tempo di 01:17.97.

### Formula Renault 3.5 Series

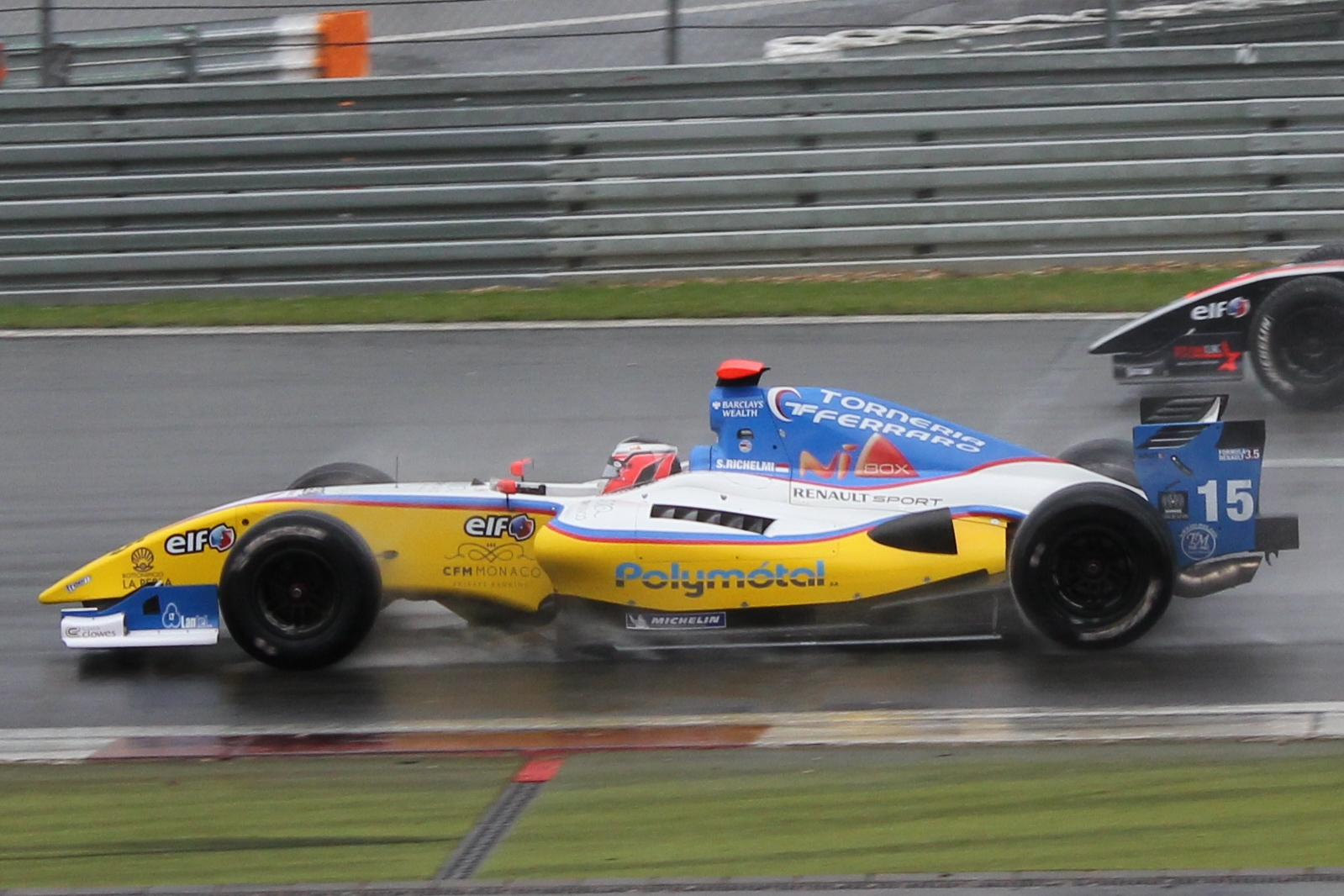
Stéphane Richelmi al Nürburgring nel 2011 per la gara della World series by Renault

Nell'ottobre 2009, Richelmi provò invece una vettura della Formula Renault 3.5 Series per la prima volta, prendendo parte ai primi test post-stagionali a Motorland Aragón con il team campione, la Draco Racing. Completò un totale di 80 giri, segnando il miglior tempo con 1:44.526 al secondo giorno dei test. Un anno dopo provò ancora per la Draco a Barcellona e al Motorland Aragón, tentando anche con il team francese Tech 1 Racing all'ultimo.
Nel gennaio 2011, Richelmi fu ingaggiato dalla International DracoRacing, affiancando il debuttante André Negrão.

### FFSA
Nell'ottobre del 2009, Richelmi prese parte alla gara del campionato FFSA GT francese tenutasi al Paul Ricard, dove questa corsa supportava la 2 ore del Paul Ricard di FIA GT. Condividendo una Chevrolet Corvette C6.R con Eric Cayrolle, finì 2º in gara-1 e vinse gara-2.

### GP2 Series

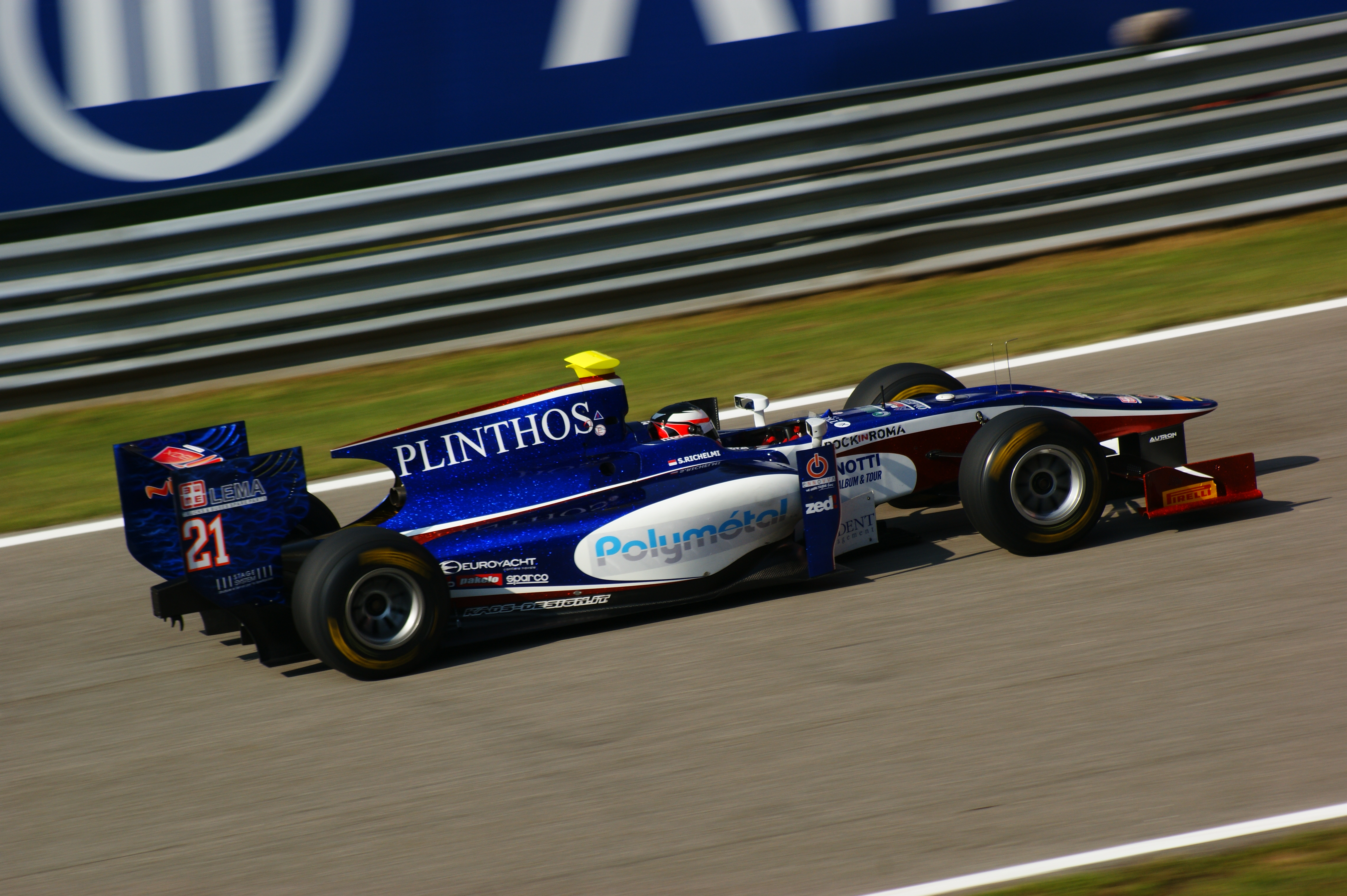
Richelmi guida una Trident a Monza nel corso della GP2 Series 2011.

Richelmi fece il suo debutto in GP2 Series nel finale della stagione 2011 a Monza, sostituendo il suo connazionale infortunato Stefano Coletti alla Trident Racing. Il suo compagno di squadra fu Rodolfo González. Nonostante non avesse mai provato la vettura prima dell'evento, concluse entrambe le gare davanti a González. Rimase alla Trident anche per il 2012, affiancando Julián Leal. Dopo aver raggiunto il suo risultato migliore a Hockenheim grazie a una strategia corretta in una gara con tempo variabile, concluse 18º in campionato. Nel 2013 passa alla DAMS, dove corre insieme a Marcus Ericsson.

## Risultati

### Sommario
| Anno | Serie                                 | Team                      | Gare | Vittorie | Pole | Gpv | Podi | Punti | Pos.  |
| ---- | ------------------------------------- | ------------------------- | ---- | -------- | ---- | --- | ---- | ----- | ----- |
| 2006 | Formula Renault 1.6 belga             | Boutsen Energy Racing     | 12   | 0        | 0    | ?   | 0    | 56    | 12º   |
| 2007 | Eurocup Formula Renault 2.0           | Boutsen Energy Racing     | 14   | 0        | 0    | 0   | 0    | 0     | 46º   |
| 2007 | Formula Renault 2.0 italiana          | Boutsen Energy Racing     | 2    | 0        | 0    | 0   | 0    | 0     | 46º   |
| 2008 | Formula Renault 2.0 West European Cup | Epsilon Sport             | 7    | 0        | 0    | 0   | 0    | 10    | 16º   |
| 2008 | Eurocup Formula Renault 2.0           | Epsilon Sport             | 8    | 0        | 0    | 0   | 0    | 0     | 35º   |
| 2008 | Formula 3 Euro Series                 | Barazi–Epsilon            | 6    | 0        | 0    | 0   | 0    | 0     | N.C.† |
| 2009 | Formula 3 britannica                  | Barazi–Epsilon            | 15   | 0        | 0    | 0   | 0    | 4     | 19º   |
| 2009 | Formula 3 italiana                    | RC Motorsport             | 12   | 0        | 0    | 0   | 3    | 92    | 6º    |
| 2009 | Campionato FFSA GT francese           | Selleslagh Racing Team    | 2    | 1        | 1    | 0   | 2    | 0     | N.C.† |
| 2010 | Formula 3 italiana                    | Lucidi Motors             | 16   | 4        | 1    | 0   | 8    | 153   | 2º    |
| 2011 | Formula Renault 3.5 Series            | International DracoRacing | 9    | 0        | 0    | 0   | 0    | 6     | 19º   |
| 2011 | GP2 Series                            | Trident Racing            | 2    | 0        | 0    | 0   | 0    | 0     | 31º   |
| 2011 | Finali GP2                            | Trident Racing            | 2    | 0        | 0    | 0   | 0    | 0     | 26º   |
| 2012 | GP2 Series                            | Trident Racing            | 24   | 0        | 0    | 0   | 1    | 25    | 18º   |

† – Poiché Richelmi era una wild card, non poté ottenere punti.

### Risultati in GP2 Series
(legenda) (Le gare in grassetto indicano la pole position) (Gare in corsivo indicano Gpv)
| Anno | Team           | 1          | 2          | 3           | 4            | 5           | 6           | 7          | 8          | 9         | 10          | 11         | 12          | 13         | 14          | 15        | 16         | 17         | 18         | 19        | 20        | 21         | 22        | 23         | 24          | Pos. | Punti |
| ---- | -------------- | ---------- | ---------- | ----------- | ------------ | ----------- | ----------- | ---------- | ---------- | --------- | ----------- | ---------- | ----------- | ---------- | ----------- | --------- | ---------- | ---------- | ---------- | --------- | --------- | ---------- | --------- | ---------- | ----------- | ---- | ----- |
| 2011 | Trident Racing | TUR FEA    | TUR SPR    | ESP FEA     | ESP SPR      | MON FEA     | MON SPR     | VAL FEA    | VAL SPR    | GBR FEA   | GBR SPR     | GER FEA    | GER SPR     | HUN FEA    | HUN SPR     | BEL FEA   | BEL SPR    | ITA FEA 15 | ITA SPR 14 |           |           |            |           |            |             | 31º  | 0     |
| 2012 | Trident Racing | MYS FEA 19 | MYS SPR 19 | BHR1 FEA 11 | BHR1 SPR Rit | BHR2 FEA 17 | BHR2 SPR 17 | ESP FEA 21 | ESP SPR 19 | MON FEA 8 | MON SPR Rit | VAL FEA 14 | VAL SPR Rit | GBR FEA 13 | GBR SPR Rit | GER FEA 3 | GER SPR 21 | HUN FEA 17 | HUN SPR 21 | BEL FEA 9 | BEL SPR 6 | ITA FEA 13 | ITA SPR 9 | SGP FEA 14 | SGP SPR 22† | 18º  | 25    |
| 2013 | DAMS           | MYS FEA 8  | MYS SPR 4  | BHR FEA Rit | BHR SPR 13   | ESP FEA     | ESP SPR     | MON FEA    | MON SPR    | GBR FEA   | GBR SPR     | GER FEA    | GER SPR     | HUN FEA    | HUN SPR     | BEL FEA   | BEL SPR    | ITA FEA    | ITA SPR    | SGP FEA   | SGP SPR   | ABU FEA    | ABU SPR   |            |             | 9º*  | 12*   |

* Stagione in corso.

### Risultati 24 Ore di Le Mans
| Anno | Team                  | Co-Pilota                        | Vettura            | Classe | Giri | Pos. | Class Pos. |
| ---- | --------------------- | -------------------------------- | ------------------ | ------ | ---- | ---- | ---------- |
| 2016 | Signatech Alpine      | Nicolas Lapierre Gustavo Menezes | Alpine A460-Nissan | LMP2   | 357  | 5º   | 1º         |
| 2018 | Jackie Chan DC Racing | Gabriel Aubry Ho-Pin Tung        | Oreca 07-Gibson    | LMP2   | 356  | 10º  | 6º         |
| 2019 | Jackie Chan DC Racing | Gabriel Aubry Ho-Pin Tung        | Oreca 07-Gibson    | LMP2   | 367  | 7º   | 2º         |
| 2024 | Vector Sport          | Patrick Pilet Ryan Cullen        | Oreca 07-Gibson    | LMP2   | 297  | 19º  | 5º         |

### Campionato del mondo endurance
| Anno    | Squadra          | Classe | Vettura            | SIL | SPA | LMS | NÜR | MEX | COA | FUJ | SHA | BHR | Punti | Pos. |
| ------- | ---------------- | ------ | ------------------ | --- | --- | --- | --- | --- | --- | --- | --- | --- | ----- | ---- |
| 2016    | Signatech Alpine | LMP2   | Alpine A460-Nissan | 4   | 1   | 1   | 1   | 2   | 1   | 3   | 4   | 3   | 199   | 1º   |
| Anno    | Squadra          | Classe | Vettura            | SPA | LMS | SIL | FUJ | SHA | SEB | SPA | LMS |     | Punti | Pos. |
| 2018-19 | Jackie Chan DC   | LMP2   | Oreca 07-Gibson    | 1   | 4   | 1   | 2   | 1   | 6   | 3   | 2   |     | 166   | 2º   |
| Legenda |                  |        |                    |     |     |     |     |     |     |     |     |     |       |      |

### Risultati nel ELMS
| Anno    | Squadra      | Classe | Vettura  | BAR | LEC | IMO | SPA | MUG | ALG | Punti | Pos. |
| ------- | ------------ | ------ | -------- | --- | --- | --- | --- | --- | --- | ----- | ---- |
| 2024    | Vector Sport | LMP2   | Oreca 07 | 10  | 10  | 3   | 8   | 12  | Rit | 21    | 15°  |
| Legenda |              |        |          |     |     |     |     |     |     |       |      |

*Stagione in corso.